# Белокриница (Залозецкая поселковая община)
Белокриница (укр. Білокриниця) — село в Залозецкой поселковой общине Тернопольского района Тернопольской области Украины.
Код КОАТУУ — 6122688902. Население по переписи 2001 года составляло 235 человек.
До 2020 года входило в Зборовский район.

## Географическое положение
Село Белокриница находится на правом берегу реки Лопушанка,
выше по течению на расстоянии в 1 км расположено село Олиев,
ниже по течению на расстоянии в 3 км расположено село Нетерпинцы.
Рядом проходит автомобильная дорога Т-2013.

## История
- 1532 год — дата основания.

## Объекты социальной сферы
- Школа I ст.
- Клуб.
- Фельдшерско-акушерский пункт.